# Domoda

Le domoda (du mandinka domodaa, de même sens) est un ragoût d'Afrique de l'Ouest, consommé au Sénégal et en Gambie, où il est considéré comme le plat national. Il s'agit d'une préparation de type ñaari cin.

## Préparation

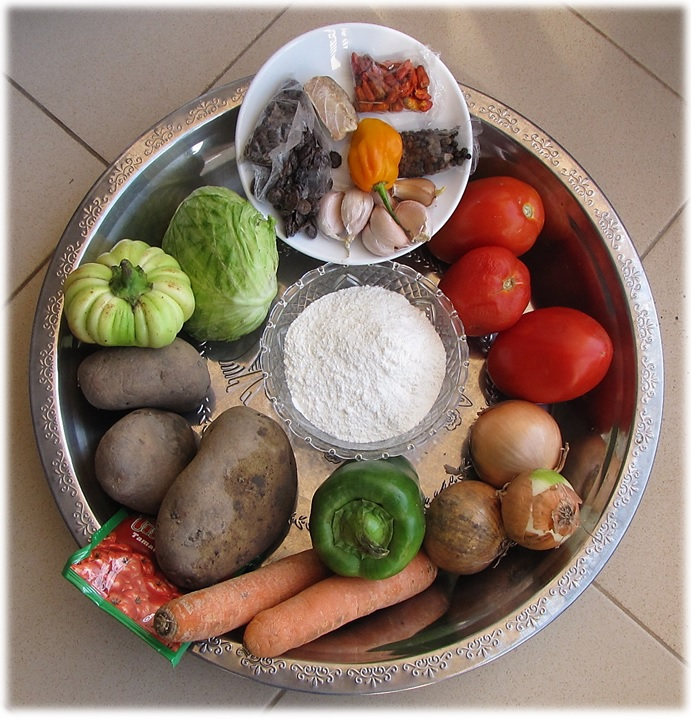
Ingrédients.